# Макув (Мазовецьке воєводство)
Макув (пол. Maków) — село в Польщі, у гміні Скаришев Радомського повіту Мазовецького воєводства.
Населення — 1087 осіб (2011).
У 1975-1998 роках село належало до Радомського воєводства.

## Демографія
Демографічна структура станом на 31 березня 2011 року:
|          | Загалом | Допрацездатний вік | Працездатний вік | Постпрацездатний вік |
| -------- | ------- | ------------------ | ---------------- | -------------------- |
| Чоловіки | 536     | 135                | 359              | 42                   |
| Жінки    | 551     | 133                | 320              | 98                   |
| Разом    | 1087    | 268                | 679              | 140                  |